# 道の駅豊崎
道の駅豊崎（みちのえき とよさき）は、沖縄県豊見城市にある国道331号の道の駅である。

## 概要
沖縄県で6番目、沖縄本島南部地域では初であり、かつ日本最西端の道の駅である。

## 施設

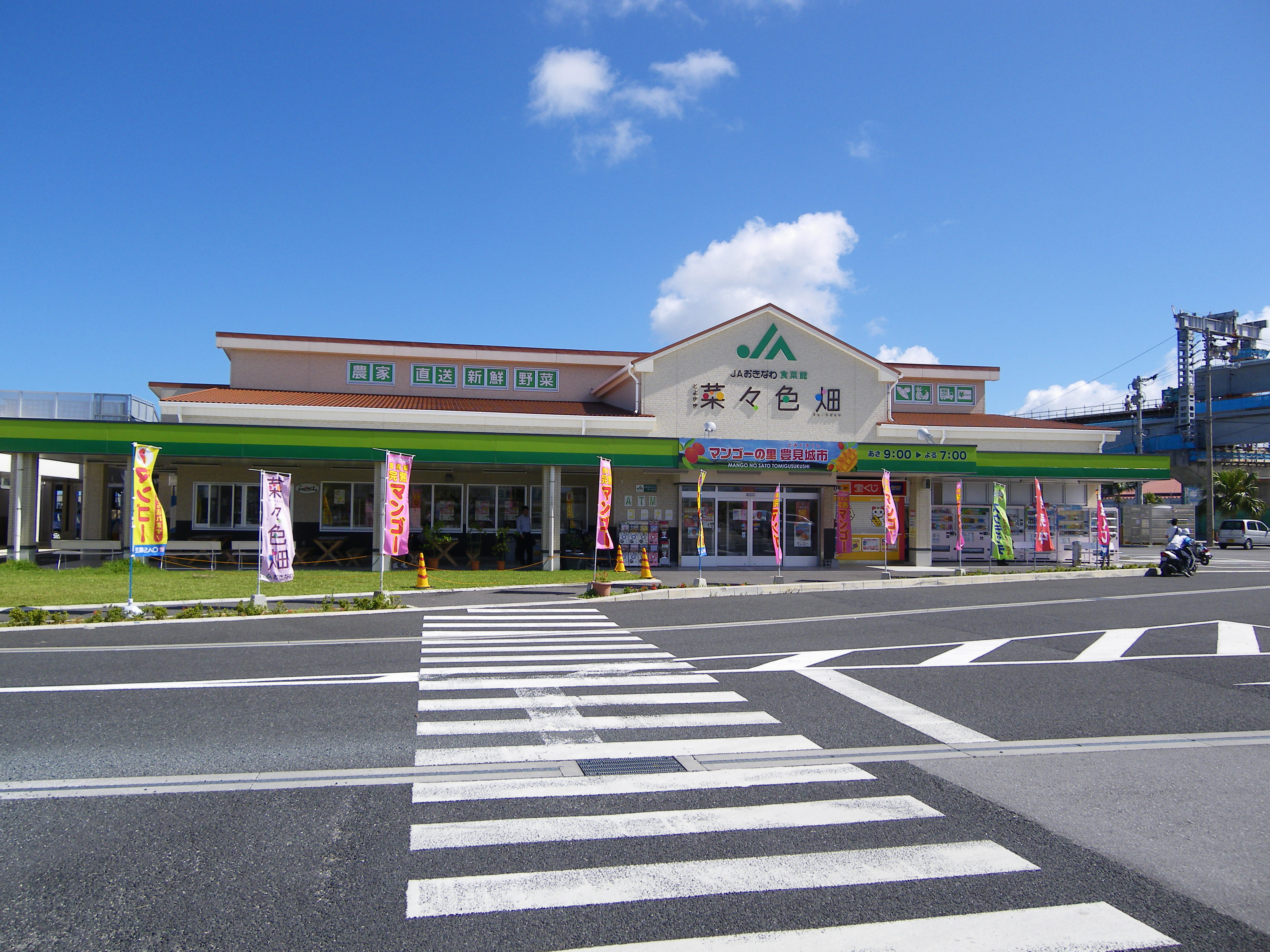
とよさき菜々色畑

- 面積:15,700m2
- 駐車場
普通車：159台
大型車：13台
身障者用駐車場：4台
- トイレ
男：大5・小8
女：12
身障者用：1（オストメイト対応）
- 公衆電話
1台
- 「情報ステーション」
営業時間には窓口に案内人が常駐しており、大型ディスプレイ、タッチパネル式の情報端末が設置されている。沖縄本島の観光情報、道路交通情報、フライト情報、気象情報を入手することができる沖縄観光に便利な施設。
営業時間：9:00 - 18:00
休館日：月曜日。国民の祝日が月曜日の場合はその直後の休館日でない日
- 「JAおきなわ食菜館 とよさき菜々色畑」（農産物直売所）
JA女性部の活動の場として設けられた本施設は、女性スタッフが中心となって店舗運営に取り組んでおり、豊見城産・沖縄県産食材にこだわった品ぞろえで、地産地消ならではの利点を活かし、食の安全・安心に安さをプラスした商品を提供している。新鮮な野菜、果物、お土産品、加工品、精肉など、商品ラインナップも充実しており、地元食材をふんだんに使用した軽食コーナーは、沖縄県が認定する「沖縄食材の店」に登録されている。[要出典]
営業時間：9:00 - 19:00（軽食コーナーのラストオーダー 18:00）
休業日：年中無休

### 管理
- 豊見城市

## アクセス
- 国道331号（豊見城道路） - 登録路線

車を利用する場合那覇空港からは約13分、那覇空港自動車道 豊見城・名嘉地ICから約6分。
バスを利用する場合、以下の方法で最寄のバス停で降車することができる。
- ゆいレールから最寄り駅からバスに乗り換える方法
  - 赤嶺駅から赤嶺駅前バス停より、56番・浦添線（琉球バス交通）、256番・浦添てだこ線（琉球バス交通）、87番・赤嶺てだこ線（沖縄バス）、27番・屋慶名線、32番・コンベンションセンター線、39番・南城線、43番・北谷線（いずれも豊見城営業所発着便、沖縄バス）に乗車し「道の駅豊崎」で降車。
  - 奥武山公園駅から山下バス停より、55番・牧港線、88番・宜野湾線、98番・琉大（バイパス）線（いずれも琉球バス交通）に乗車し「道の駅豊崎」で降車。
  - 奥武山公園駅から奥武山公園駅前バス停より、105番・豊見城市内線（琉球バス交通）に乗車し「道の駅豊崎」で降車。
- 那覇空港国内線ターミナルバス停から直接、95番・空港あしびなー線（那覇バス）に乗車し、国道を挟んで向かい側の「アウトレットモールあしびなー」で降車して向かうこともできる。